# هنر زیبای عشق
هنر زیبای عشق (به انگلیسی: The Fine Art of Love) فیلمی محصول سال ۲۰۰۶ و به کارگردانی جان اروین است. در این فیلم بازیگرانی همچون جکلین بیسیت، هانا تیلور-گوردون، مری نای و ناتالیا تنا ایفای نقش کرده‌اند.